# Форни (Виченца)
Форни је насеље у Италији у округу Виченца, региону Венето.
Према процени из 2011. у насељу је живело 105 становника. Насеље се налази на надморској висини од 317 м.